# Віліс Олавс
Ві́ліс О́лавс (справжнє прізвище — Плуте) (латис. Vilis Olavs; *18 травня 1867, Бауска, Бауська волость, Бауський повіт, Курляндська губернія — †29 березня 1917, Виборг
, Велике князівство Фінляндське) — латвійський політолог, прозаїк, публіцист, редактор, історик і громадський діяч.

## Життєпис
Народився в селянській родині. У 1892 закінчив Дерптський університет. Теолог. З 1895 по 1897 працював викладачем в Ризі, але за свої ліберальні погляди, був відсторонений від читання лекцій.
Продовжив навчання в Ризькому політехнічному училищі. Після його закінчення в 1904 організував в Ризі власну приватну комерційну школу для жінок.
Був засновником студентського братства «Талаву».
Активний латвійський політик, добре відомий своїми роботами і коментарями з соціальних питань латвійського суспільства. Один з перших членів латвійського національного руху Атмода. Ще будучи студентом, Олавс опублікував кілька есе, в яких закликав до мирного протистояння з представниками німецького дворянства Прибалтики.
У 1890-х був активним членом Латвійського товариства Риги, в 1896 організував першу в Латвії виставку етнографічних експонатів.
Редагував кількох журналів, зокрема, «Балтія» (публікувалася в Санкт-Петербурзі).
Автор книг «Історія Латвії до 1200» («Latvju vēsturi līdz 12. gadsimta beigām») і «Садиба, Природа і Земля» («Sēta, Daba, Pasaule»).
За публікацію статті в газеті «Голос» в 1905 був засуджений до року тюремного ув'язнення. Термін відбував у ризькій центральній в'язниці (1908-1909). Там же, написав «Основні напрямки етики» (в 2-х частинах), захворів на туберкульоз легенів.
Під час Першої світової війни, був організатором і головою комітету допомоги латвійським біженцям.
Помер в 1917 в санаторії недалеко від Виборга в Фінляндії, де лікувався від загострення туберкульозу. Похований в Санкт-Петербурзі. У 1921 його останки були перенесені на Ризький Лісовий цвинтар, де 1927 на його могилі було встановлено пам'ятник.

## Пам'ять
- Одна з вулиць Риги з 1929 носить його ім'я.